# Byer i Nepal
Byudviklingen i Nepal er som i andre lande i den tredje verden under forandring og stærk udvikling. Byernes tiltrækningskraft får store dele af de fattigere landbefolkning til at søge mod byerne. Specielt Kathmandudalen, men også de større byer i såvel lavlandet som i bakkeområdet er påvirket af udviklingen og den relativt stærke byvækst.
Denne oversigt over Nepals bysamfund er baseret på folketællingen fra 2001. Alle byer med over 10.000 indbyggere kategoriseres som municipality (købstad) med flere administrative, planlægningsmæssige og politiske faciliteter. Byer med over 100.000 indbyggere karakteriseres yderligere som sub-metropol og Kathmandu med over 500.000 indbyggere som metropol.
Alle byer, som udgør et hovedkvarter eller hovedstad for et af Nepals 75 distrikter, er – i kraft af denne status – tilknyttet et stort udbud af faciliteter, herunder tilstedeværelse af en række lokale offentlige kontorer, bank og kreditvirksomhed, NGO'er og bistandsorganisationer, m.m. Med hensyn til distrikternes lokalisering anvendes betegnelserne fra de 5 udviklingsregioner, der strækker sig fra west mod øst (Far Western, Mid Western, Western, Central, Eastern) kombineret med de 3 nord-syd gående geo-økologiske regioner (lavland, bakkeområde og bjergregion).
Oversigten medtager alle 58 municipalities samt alle distriktshovedkvarterer også selvom de ikke har status som municipality. Da indbyggertallet fra byer, som ikke har municipality-status, ikke er umiddelbart tilgængeligt, er disse byer opført nederst i oversigten i alfabetisk rækkefølge.
I takt med byvæksten og byernes nationale integration ændrer mange byer navn. Gamle lokale navne erstattes af nye navne, eller det har indimellem vist sig, at hidtil anvendte navne der findes på almindeligt anvendte oversigter og landkort, faktisk ikke svarer til de bynavne, der i praksis anvendes lokalt. Derudover sker der ofte sammensmeltning af flere småbyer, hvorunder nogle af navnene forsvinder. Begge (eller alle) navne er søgt medtaget i oversigten.

## De største byer i Nepal
| #2001 | Bynavn                       | Municipality/købstad (= M) og evt. distriktshovedstad | Distrikt og geografisk lokalisering   | Bef. 2001 |
| ----- | ---------------------------- | ----------------------------------------------------- | ------------------------------------- | --------- |
| 1     | Kathmandu                    | M og distriktshovedstad                               | Kathmandu - Centrale bakkeområde      | 671.846   |
| 2     | Biratnagar                   | M og distriktshovedstad                               | Morang - Eastern lavland              | 166.674   |
| 3     | Patan (Lalitpur)             | M og distriktshovedstad                               | Lalitpur - Centrale bakkeområde       | 162.991   |
| 4     | Pokhara                      | M og distriktshovedstad                               | Kaski - Western bakkeområde           | 156.312   |
| 5     | Birganj                      | M og distriktshovedstad                               | Parsa - Centrale lavland              | 112.484   |
| 6     | Dharan                       | M                                                     | Sunsari - Eastern lavland             | 95.332    |
| 7     | Bharatpur                    | M og distriktshovedstad                               | Chitwan - Centrale lavland            | 89.323    |
| 8     | Bhim Dhatta                  | M og distriktshovedstad                               | Kanchanpur - Far-Western lavland      | 80.839    |
| 9     | Butwal                       | M                                                     | Rupandehi - Western lavland           | 75.384    |
| 10    | Janakpur                     | M og distriktshovedstad                               | Dhanusa - Centrale lavland            | 74.192    |
| 11    | Bhaktapur                    | M og distriktshovedstad                               | Bhaktapur - Centrale bakkeområde      | 72.543    |
| 12    | Hetauda                      | M og distriktshovedstad                               | Makwanpur - Centrale bakkeområde      | 68.482    |
| 13    | Dhangadhi                    | M og distriktshovedstad                               | Kailali - Far-Western lavland         | 67.447    |
| 14    | Nepalganj                    | M og distriktshovedstad                               | Banke - Mid-Western lavland           | 57.535    |
| 15    | Triyuga (Gaighat)            | M og distriktshovedstad                               | Udayapur - Eastern bakkeområde        | 55.291    |
| 16    | Siddharthanagar (Bhairahawa) | M og distriktshovedstad                               | Rupandehi - Western lavland           | 52.569    |
| 17    | Mechinagar (Kakarbhitta)     | M                                                     | Jhapa - Eastern lavland               | 49.060    |
| 18    | Madhyapur-Thimi              | M                                                     | Bhaktapur - Centrale bakkeområde      | 47.751    |
| 19    | Gulariya                     | M og distriktshovedstad                               | Bardiya - Mid-Western lavland         | 46.011    |
| 20    | Tribhuvannagar (Ghorai)      | M og distriktshovedstad                               | Dang - Mid-Western lavland            | 43.126    |
| 21    | Lekhnath                     | M                                                     | Kaski - Western bakkeområde           | 41.369    |
| 22    | Itahari                      | M                                                     | Sunsari - Eastern lavland             | 41.210    |
| 23    | Kirtipur                     | M                                                     | Kathmandu - Centrale bakkeområde      | 40.835    |
| 24    | Tikapur                      | M                                                     | Kailali - Far-Western lavland         | 38.722    |
| 25    | Ratnanagar                   | M                                                     | Chitwan - Centrale lavland            | 37.791    |
| 26    | Damak                        | M                                                     | Jhapa - Eastern lavland               | 35.009    |
| 27    | Tulsipur                     | M                                                     | Dang - Mid-Western lavland            | 33.876    |
| 28    | Kamalamai (Sindhuli Gadhi)   | M og distriktshovedstad                               | Sindhuli - Centrale bakkeområde       | 32.838    |
| 29    | Kalaiya                      | M og distriktshovedstad                               | Bara - Centrale lavland               | 32.260    |
| 30    | Birendranagar (Surkhet)      | M og distriktshovedstad                               | Surkhet - Mid-Western bakkeområde     | 31.381    |
| 31    | Rajbiraj                     | M og distriktshovedstad                               | Saptari - Eastern lavland             | 30.353    |
| 32    | Putalibazar (Syangja)        | M og distriktshovedstad                               | Syangja - Western bakkeområde         | 29.667    |
| 33    | Byas el. Vyas (Damauli)      | M og distriktshovedstad                               | Tanahu - Western bakkeområde          | 28.245    |
| 34    | Lahan                        | M og distriktshovedstad                               | Siraha - Eastern lavland              | 27.654    |
| 35    | Kapilvastu (Taulihawa)       | M og distriktshovedstad                               | Kapilvastu - Western lavland          | 27.170    |
| 36    | Gorkha                       | M og distriktshovedstad                               | Gorkha - Western bakkeområde          | 25.783    |
| 37    | Panauti                      | M                                                     | Kavrepalanchok - Centrale bakkeområde | 25.563    |
| 38    | Gaur                         | M og distriktshovedstad                               | Rautahat - Centrale lavland           | 25.383    |
| 39    | Siraha                       | M                                                     | Siraha - Eastern lavland              | 23.988    |
| 40    | Inaruwa                      | M og distriktshovedstad                               | Sunsari - Eastern lavland             | 23.200    |
| 41    | Ramgram (Parasi)             | M og distriktshovedstad                               | Nawalparasi - Western lavland         | 22.630    |
| 42    | Dipayal-Silgadhi             | M og distriktshovedstad                               | Doti - Far-Western bakkeområde        | 22.061    |
| 43    | Jaleswar (Jaleswor)          | M og distriktshovedstad                               | Mahottari - Centrale lavland          | 22.046    |
| 44    | Bhimeswar (Charikot)         | M og distriktshovedstad                               | Dolakha - Centrale bjergregion        | 21.916    |
| 45    | Khandbari                    | M og distriktshovedstad                               | Sankhuwasabha - Eastern bjergregion   | 21.789    |
| 46    | Bidur (Trisuli)              | M og distriktshovedstad                               | Nuwakot - Centrale bakkeområde        | 21.193    |
| 47    | Kalika (Baglung Bazaar)      | M og distriktshovedstad                               | Baglung - Western bakkeområde         | 20.852    |
| 48    | Dhankuta                     | M og distriktshovedstad                               | Dhankuta - Eastern bakkeområde        | 20.668    |
| 49    | Tansen                       | M og distriktshovedstad                               | Palpa - Western bakkeområde           | 20.431    |
| 50    | Waling                       | M                                                     | Syangja - Western bakkeområde         | 20.414    |
| 51    | Narayan (Dailekh)            | M og distriktshovedstad                               | Dailekh - Mid-Western bakkeområde     | 19.446    |
| 52    | Malangwa                     | M og distriktshovedstad                               | Sarlahi - Centrale lavland            | 18.484    |
| 53    | Amaragadhi (Dadeldhura)      | M og distriktshovedstad                               | Dadeldhura - Far-Western bakkeområde  | 18.390    |
| 54    | Dasharathchand (Baitadi)     | M og distriktshovedstad                               | Baitadi - Far-Western bakkeområde     | 18.345    |
| 55    | Bhadrapur                    | M                                                     | Jhapa - Eastern lavland               | 18.145    |
| 56    | Ilam                         | M og distriktshovedstad                               | Ilam - Eastern bakkeområde            | 16.237    |
| 57    | Banepa                       | M                                                     | Kavrepalanchok - Centrale bakkeområde | 15.822    |
| 58    | Dhulikhel                    | M og distriktshovedstad                               | Kavrepalanchok - Centrale bakkeområde | 11.521    |
| 59    | Matihani                     |                                                       | Dhanusa - Centrale lavland            | 5.073     |
| 60    | Beni                         | distriktshovedstad                                    | Myagdi - Western bakkeområde          | -         |
| 61    | Besisahar                    | distriktshovedstad                                    | Lamjung - Western bakkeområde         | -         |
| 62    | Bhojpur                      | distriktshovedstad                                    | Bhojpur - Eastern bakkeområde         | -         |
| 63    | Chainpur                     | distriktshovedstad                                    | Bajhang - Far-Western bjergregion     | -         |
| 64    | Chame                        | distriktshovedstad                                    | Manang - Western bjergregion          | -         |
| 65    | Chandragadhi                 | distriktshovedstad                                    | Jhapa - Eastern lavland               | -         |
| 66    | Chautara                     | distriktshovedstad                                    | Sindhupalchok - Centrale bjergregion  | -         |
| 67    | Darchula                     | distriktshovedstad                                    | Darchaula - Far-Western bjergregion   | -         |
| 68    | Dhading Bazaar               | distriktshovedstad                                    | Dhading - Centrale bakkeområde        | -         |
| 69    | Dhunche                      | distriktshovedstad                                    | Rasuwa - Centrale bjergregion         | -         |
| 70    | Diktel                       | distriktshovedstad                                    | Khotang - Eastern bakkeområde         | -         |
| 71    | Dolpa                        | distriktshovedstad                                    | Dolpa - Mid-Western bjergregion       | -         |
| 72    | Gamgadhi                     | distriktshovedstad                                    | Mugu - Mid-Western bjergregion        | -         |
| 73    | Jomsom                       | distriktshovedstad                                    | Mustang - Western bjergregion         | -         |
| 74    | Jumla                        | distriktshovedstad                                    | Jumla - Mid-Western bjergregion       | -         |
| 75    | Kalikot                      | distriktshovedstad                                    | Kalikot - Mid-Western bjergregion     | -         |
| 76    | Khalanga                     | distriktshovedstad                                    | Jajarkot - Mid-Western bakkeområde    | -         |
| 77    | Kusma                        | distriktshovedstad                                    | Parbat - Western bakkeområde          | -         |
| 78    | Liwang                       | distriktshovedstad                                    | Rolpa - Mid-Western bakkeområde       | -         |
| 79    | Mangalsen                    | distriktshovedstad                                    | Achham - Far-Western bakkeområde      | -         |
| 80    | Myanglung                    | distriktshovedstad                                    | Terhathum - Eastern bakkeområde       | -         |
| 81    | Manthali                     | distriktshovedstad                                    | Ramechhap - Centrale bakkeområde      | -         |
| 82    | Martadi                      | distriktshovedstad                                    | Bajura - Far-Western bjergregion      | -         |
| 83    | Okhaldhunga                  | distriktshovedstad                                    | Okhaldhunga - Eastern bakkeområde     | -         |
| 84    | Phidim                       | distriktshovedstad                                    | Panchthar - Eastern bakkeområde       | -         |
| 85    | Pyuthan                      | distriktshovedstad                                    | Pyuthan - Mid-Western bakkeområde     | -         |
| 86    | Salleri                      | distriktshovedstad                                    | Solukhumbu - Eastern bjergregion      | -         |
| 87    | Salyan                       | distriktshovedstad                                    | Salyan - Mid-Western bakkeområde      | -         |
| 88    | Sandhikharka                 | distriktshovedstad                                    | Arghakhanchi - Western bakkeområde    | -         |
| 89    | Simikot                      | distriktshovedstad                                    | Humla - Mid-Western bjergregion       | -         |
| 90    | Tamghas                      | distriktshovedstad                                    | Gulmi - Western bakkeområde           | -         |
| 91    | Taplejung                    | distriktshovedstad                                    | Taplejung - Eastern bjergregion       | -         |
| 92    | Tibrikot                     | distriktshovedstad                                    | Rukum - Mid-Western bakkeområde       | -         |